# 20 Batalion Saperów (1939)

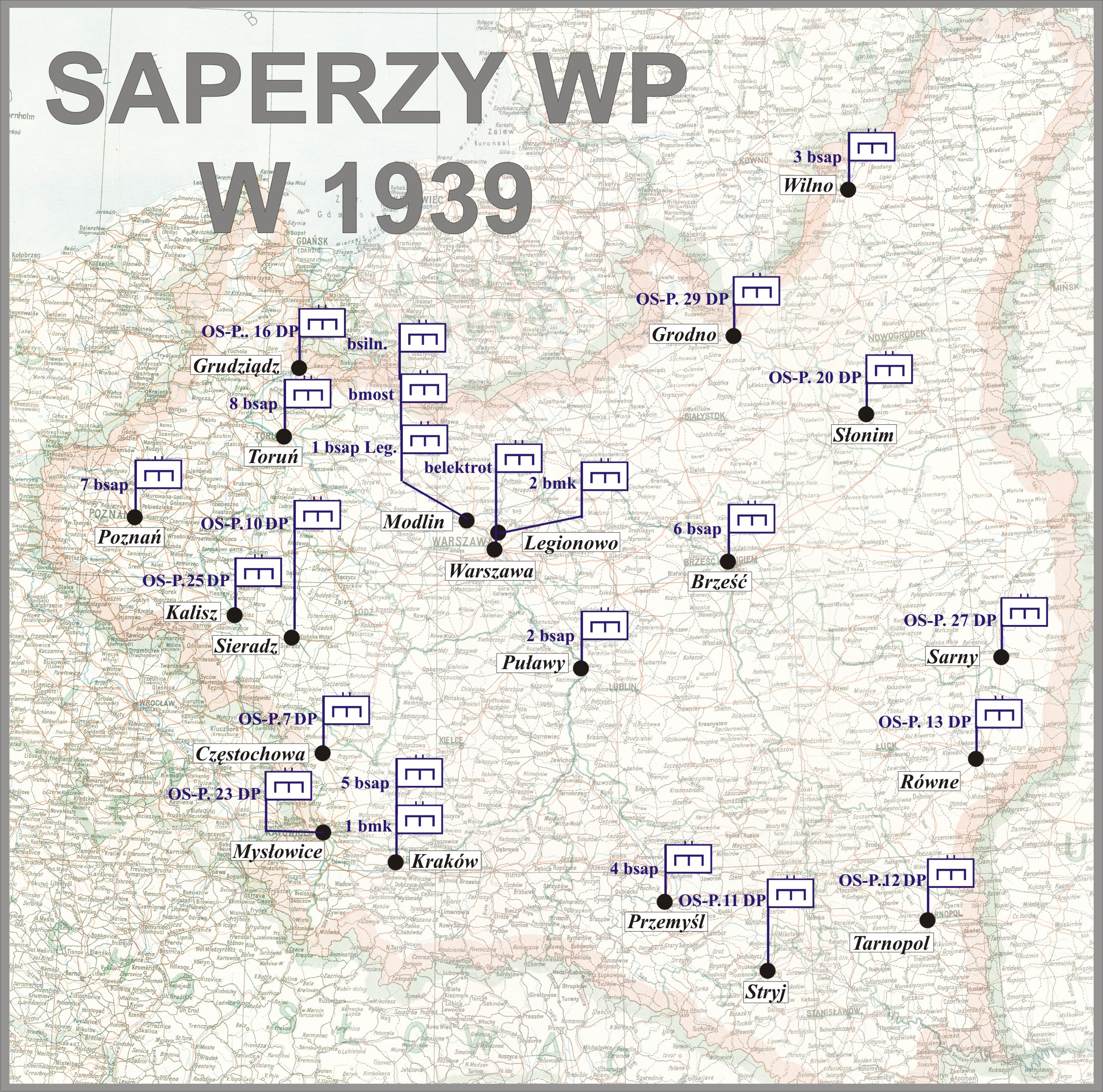
Jednostki saperskie WP w 1939

20 batalion saperów (20 bsap) – oddział saperów Wojska Polskiego II RP.
Batalion nie występował w pokojowej organizacji wojska. Został sformowany w 1939 przez Ośrodek Sapersko-Pionierski 20 DP.

## Formowanie i zmiany organizacyjne
W latach 1921–1929, w składzie 9 pułku saperów funkcjonował XX batalion saperów, który na wypadek wojny miał być przydzielony do 20 Dywizji Piechoty. Pododdziałem dowodzili między innymi: por. Jerzy Ławcewicz i kpt. Zygmunt II Rumiński (od XI 1922).
Wiosną 1935 roku, w garnizonie Słonim, sformowana została 20 kompania saperów. Nowy pododdział zorganizowany został na bazie kompanii saperów wydzielonej ze składu 6 batalionu saperów. Z dniem 15 marca 1935 roku wyznaczona została obsada personalna kompanii:
- dowódca kompanii – kpt. Henryk Saturnin Różycki,
- dowódca plutonu – por. Mieczysław Norbert Stankiewicz,
- dowódca plutonu – ppor. Marian Kraśniewicz,
- dowódca plutonu – ppor. Antoni Józef Wroński[1].

Kompania podporządkowana została dowódcy 20 Dywizji Piechoty.

### Ośrodek Sapersko-Pionierski 20 DP
W maju 1937 roku 20 kompania saperów przeformowana została w Ośrodek Sapersko-Pionierski 20 DP. Pod względem wyszkolenia ośrodek podporządkowany został dowódcy 3 Grupy Saperów. Ośrodek stacjonował w Słonimie.
Organizacja i obsada personalna ośrodka
Organizacja i obsada personalna ośrodka w marcu 1939:
- dowódca ośrodka – mjr Czesław Paczkowski
- adiutant – por. Stanisław Antoni Grodzki[b]
- oficer materiałowy – kpt. Józef Grodzki
- oficer mobilizacyjny – por. Stanisław Antoni Grodzki
- dowódca kompanii saperów – kpt. Wacław Brzeziński
- dowódca plutonu – por. Zbigniew Moszyński
- dowódca plutonu – por. Włodzimierz Sikorski
- dowódca plutonu – ppor. Dionizy Ciemnoczołowski
- dowódca plutonu specjalnego – kpt. Mieczysław Kurkowski

Ośrodek był jednostką mobilizującą. Zgodnie z planem mobilizacyjnym „W” ośrodek miał sformować, w okresie zagrożenia, w grupie jednostek oznaczonych kolorem zielonym, cztery pododdziały:
- Szefostwo Fortyfikacji „Baranowicze” (typ II),
- Dowództwo Grupy Fortyfikacyjnej nr 93,
- batalion saperów typ IIa nr 20,
- drużyna przeprawowa pionierów piechoty nr 20.

W dniach 23–24 marca 1939 roku ośrodek przeprowadził mobilizację wymienionych wyżej pododdziałów. Po jej zakończeniu 20 bsap. z drużyną pionierów piechoty przewieziony został koleją do rejonu operacyjnego Armii „Modlin”, a Dowództwo Grupy Fortyfikacyjnej Nr 93 do rejonu operacyjnego Armii „Łódź”.

## 20 batalion saperów w kampanii wrześniowej
W czasie kampanii wrześniowej batalion walczył w składzie macierzystej dywizji, w bitwie pod Mławą (1–4 września) oraz w obronie Warszawy.
Struktura i obsada etatowa
Obsada personalna we wrześniu 1939:
Dowództwo batalionu
- - dowódca – mjr sap. Czesław Paczkowski (do 5 września 1939 r.), mjr sap. Juliusz Levittoux
  - zastępca dowódcy – kpt. rez. sap. Andrzej Rostworowski[c]
  - adiutant – por. sap. Mieczysław Kurkowski[d]
- 1 kompania saperów – kpt. sap. Wacław Brzeziński
- 2 kompania saperów – por. sap. Włodzimierz Sikorski
  - dowódca plutonu – ppor. Horodyński
  - dowódca plutonu – ppor. Oleksik, od 8 września 1939 por. Woyno,
- 3 kompania saperów – por. Muszyński[5]
- 3 zmotoryzowana kompania saperów – por. sap. Gustaw Wąsikowski
  - dowódca plutonu – ppor. Kowalski
  - dowódca plutonu – ppor. Woyno
- kolumna saperska – por. rez. sap. inż. Wojciech Józef Piotrowski[e]
- kolumna pontonowa[f] – por. rez. sap. Edward Marek Żelazko
- dowódca plutonu przeciwgazowego – ppor. sap. Czesław Woyno